# Imposto inflacionário
O imposto inflacionário é um conceito utilizado em economia para descrever o efeito indireto da inflação sobre a arrecadação do governo, particularmente em sistemas econômicos onde há uma alta emissão de moeda. Trata-se da capacidade do governo de financiar seus gastos por meio da desvalorização da moeda, ou seja, ao aumentar a quantidade de dinheiro em circulação sem a correspondente criação de bens e serviços. O termo "imposto" é usado metaforicamente, pois o aumento da inflação gera uma transferência de riqueza da população para o governo, assim como um imposto tradicional.

## Mecanismo
O imposto inflacionário ocorre quando o governo, ao aumentar a quantidade de moeda em circulação (emissão monetária), provoca uma desvalorização da moeda e uma elevação dos preços (inflação). Esse processo leva à diminuição do poder de compra da população, mas, ao mesmo tempo, permite que o governo arrecade recursos de forma indireta, já que o valor real da dívida pública e das obrigações do governo tende a diminuir em termos de poder de compra, enquanto ele mantém a sua arrecadação nominal.
A principal característica desse tipo de imposto é que ele não envolve uma cobrança direta sobre a renda ou os bens das pessoas, mas resulta da perda do valor real da moeda. Esse fenômeno pode ser observado em economias com altos índices de inflação, onde a emissão de moeda é frequentemente utilizada para cobrir déficits fiscais.

## Causas
A emissão monetária excessiva, muitas vezes para cobrir déficits fiscais, é a principal causa do imposto inflacionário. Quando o governo não consegue equilibrar suas contas públicas por meio de impostos ou financiamentos, ele pode recorrer à impressão de mais dinheiro. Isso aumenta a quantidade de moeda circulante sem um aumento correspondente na produção de bens e serviços, o que gera uma pressão inflacionária.
Em economias instáveis ou em períodos de crise econômica, os governos podem recorrer a essa estratégia como uma medida de curto-prazismo para financiar suas atividades, em vez de adotar medidas mais sustentáveis, como cortes de gastos ou aumento da arrecadação tributária.

## Impactos econômicos
O imposto inflacionário tem uma série de efeitos econômicos que podem ser prejudiciais para uma economia, especialmente quando a inflação é alta e persistente.
- Perda do poder de compra: A principal consequência do imposto inflacionário é a perda do poder de compra da moeda. Os consumidores precisam gastar mais dinheiro para comprar os mesmos bens e serviços, o que pode prejudicar os padrões de vida, especialmente das camadas mais pobres da população, que não conseguem ajustar seus rendimentos com a mesma rapidez que os preços.[12]

- Distorsão dos preços relativos: A inflação descontrolada tende a distorcer os preços relativos entre os diferentes bens e serviços. Quando a moeda perde valor rapidamente, pode ser mais difícil para os consumidores e empresas tomarem decisões econômicas informadas, pois os preços dos produtos e serviços podem ser instáveis e difíceis de prever.[13]

- Efeito sobre a poupança: O imposto inflacionário tende a prejudicar os poupadores, pois o valor real de suas economias diminui à medida que a inflação aumenta. Isso pode desencorajar a poupança de longo prazo, uma vez que as pessoas percebem que seu dinheiro perde valor rapidamente se não for investido de maneira adequada.[14]

- Distorção do comportamento econômico: Em um ambiente inflacionário elevado, indivíduos e empresas podem alterar seu comportamento econômico, procurando se proteger da inflação. Isso pode levar a um aumento na demanda por ativos tangíveis, como imóveis ou ouro, que são considerados mais seguros em tempos de instabilidade monetária. Além disso, pode incentivar a especulação e desincentivar o investimento em longo prazo.[15]

- Dívidas públicas: Para o governo, o imposto inflacionário pode ter um efeito benéfico no curto prazo, pois a inflação reduz o valor real da dívida pública. Se o governo tem uma dívida expressiva, a inflação pode ajudá-lo a reduzir o valor real das suas obrigações financeiras, tornando-as mais fáceis de pagar. No entanto, esse benefício é temporário e pode ter efeitos negativos a longo prazo, como o aumento da desconfiança dos investidores e da população em relação à política econômica do governo.[16]

## Perspectiva teórica
Do ponto de vista teórico, o imposto inflacionário foi discutido por economistas clássicos, como Friedrich Hayek e Milton Friedman, que analisaram a relação entre a emissão de moeda e os efeitos sobre a economia. Para esses economistas, o imposto inflacionário é um reflexo de políticas monetárias mal conduzidas, que não só prejudicam o bem-estar econômico da população, mas também criam distorções no mercado e ineficiências. A inflação, no entanto, não é inevitável nem sempre intencional. Em muitos casos, os governos emitem moeda com a esperança de estimular a economia em tempos de recessão. No entanto, a estratégia pode sair do controle e resultar em uma inflação descontrolada, com todos os seus efeitos adversos.
As teorias monetárias oferecem diferentes perspectivas sobre a relação entre a emissão de moeda, inflação e o imposto inflacionário. A Teoria Monetária Moderna (TMM) sugere que, com uma boa gestão fiscal, a inflação pode ser controlada, permitindo a emissão de moeda sem grandes repercussões negativas. Já a Teoria Quantitativa da Moeda e a visão monetarista alertam para os perigos da emissão monetária desenfreada, enfatizando que a inflação, consequência dessa prática, resulta no imposto inflacionário, com impactos negativos sobre o poder de compra da população e a estabilidade econômica. Por outro lado, os keynesianos acreditam que, em tempos de recessão, a emissão de moeda pode ser uma solução para estimular a economia, desde que seja acompanhada de uma gestão cuidadosa das pressões inflacionárias.

### Teoria Monetária Moderna (TMM)
A Teoria Monetária Moderna (TMM) é uma abordagem relativamente recente que propõe que os governos com controle total sobre a sua moeda (como o Brasil, os EUA ou a maioria dos países soberanos) não precisam se preocupar com o orçamento deficitário, desde que não haja uma pressão inflacionária. Para os defensores da TMM, o governo pode financiar seus gastos simplesmente emitindo mais moeda, sem o risco imediato de falir, desde que a economia tenha capacidade ociosa (ou seja, não esteja em pleno emprego). No contexto do imposto inflacionário, a TMM sugere que a inflação não é uma consequência inevitável da emissão monetária, mas sim um reflexo da quantidade de moeda emitida em relação à capacidade produtiva da economia. Portanto, enquanto a emissão monetária pode ser usada para financiar projetos governamentais sem endividamento, o risco de inflação aparece quando o governo começa a emitir moeda além da capacidade produtiva do país.
Em relação ao imposto inflacionário, os defensores da TMM argumentam que a inflação pode ser controlada por políticas fiscais (como o aumento de impostos ou a redução de gastos públicos) em vez de políticas monetárias tradicionais. Assim, o imposto inflacionário é visto mais como uma consequência de uma gestão fiscal e monetária inadequada, que pode ser evitada se o governo utilizar bem as suas ferramentas fiscais. No entanto, críticos da TMM argumentam que a ideia de que a emissão de moeda pode ser ilimitada sem grandes efeitos inflacionários é uma visão excessivamente otimista, especialmente em contextos de ineficiência administrativa ou de perda de confiança na moeda.

### Teoria Quantitativa da Moeda (TQM)
A Teoria Quantitativa da Moeda é uma teoria econômica que tem suas raízes no trabalho de Milton Friedman e outros monetaristas, e é fundamental para a compreensão do imposto inflacionário. De acordo com a TQM, há uma relação direta entre a quantidade de moeda em circulação em uma economia e o nível de preços. A fórmula clássica da TQM é expressa por:
M × V = P × T
Onde:
- M é a quantidade de moeda em circulação,
- V é a velocidade da circulação da moeda,
- P é o nível geral de preços,
- T é o volume de transações na economia.

A TQM sugere que, se a quantidade de moeda (M) crescer de forma acelerada, mantendo constantes as outras variáveis (como a velocidade da moeda e o volume de transações), os preços (P) vão subir, ou seja, a inflação aumentará. A teoria, portanto, implica que uma expansão monetária (como a emissão de moeda) tende a gerar inflação, que, por sua vez, reduz o valor real da moeda e aumenta o custo de vida para a população. Esse processo de inflação gerada pela expansão monetária é diretamente relacionado ao imposto inflacionário. A emissão de moeda sem respaldo de uma produção correspondente de bens e serviços não apenas enfraquece a moeda, mas também resulta numa redistribuição de riqueza, da população para o governo. No caso, o governo tem a oportunidade de reduzir o valor real de sua dívida pública e aumentar sua arrecadação fiscal sem aumentar a carga tributária nominal. No entanto, a TQM também alerta para os riscos de uma inflação descontrolada: ela pode destruir a confiança na moeda, levar a uma espiral inflacionária e criar um ambiente de instabilidade econômica. Assim, o imposto inflacionário, que surge da perda do poder de compra da população, pode ser uma ferramenta arriscada para financiar o governo, pois pode levar a consequências econômicas graves.

### Economia Keynesiana vs. Monetarista
O debate entre economistas keynesianos e monetaristas também é central para entender o imposto inflacionário, pois as duas escolas têm visões diferentes sobre o papel da emissão de moeda e suas consequências.
- Keynesianismo: Para os economistas keynesianos, a política fiscal (a utilização de gastos do governo) é fundamental para o controle da economia, especialmente durante períodos de recessão. Eles acreditam que a inflação só se torna um problema quando a economia está operando perto ou no pleno emprego. Assim, em uma economia em recessão, o aumento da emissão monetária pode ser uma solução viável para estimular a demanda agregada e combater o desemprego, sem necessariamente causar inflação imediata. No entanto, os keynesianos também reconhecem que, quando a economia atinge o pleno emprego, a inflação pode surgir como resultado do aumento da demanda agregada que supera a oferta de bens e serviços. Nesse contexto, o imposto inflacionário pode ocorrer como um efeito colateral de políticas fiscais expansionistas excessivas, que geram uma pressão de preços.[26]

- Monetarismo: Já os economistas monetaristas, como Milton Friedman, defendem que a inflação é sempre e em toda parte um fenômeno monetário. Segundo a visão monetarista, a emissão excessiva de moeda leva invariavelmente à inflação, independentemente das condições econômicas. Para os monetaristas, o controle da quantidade de moeda é essencial para manter a estabilidade dos preços e evitar o imposto inflacionário. Eles argumentam que um aumento na oferta de moeda, sem o aumento correspondente da produção, provoca a perda de valor da moeda e resulta em uma redistribuição de riqueza da população para o governo, que pode se beneficiar dessa inflação ao reduzir o valor real de suas dívidas. Portanto, para os monetaristas, a emissão monetária excessiva é vista como uma das principais causas do imposto inflacionário. Eles defendem uma política monetária restritiva, baseada no controle rigoroso da oferta de moeda, para evitar os efeitos prejudiciais da inflação.[27]

## Criptomoedas
O futuro do imposto inflacionário está sendo moldado pelo surgimento das moedas digitais, como as moedas digitais de banco central (CBDCs) e criptomoedas. As CBDCs, emitidas e controladas pelos bancos centrais, oferecem um novo instrumento para os governos controlarem a oferta de moeda de maneira mais eficiente, o que pode reduzir o risco de inflação excessiva. Elas permitem maior transparência e rastreabilidade das transações, ajudando no controle da inflação e no financiamento de déficits públicos sem recorrer a políticas monetárias inflacionárias. No entanto, a implementação das CBDCs também levanta preocupações sobre privacidade e centralização do poder econômico.
Por outro lado, as criptomoedas, como o Bitcoin, oferecem uma alternativa descentralizada ao sistema monetário tradicional. Sua oferta limitada pode funcionar como uma proteção contra a inflação e reduzir a dependência dos governos de emissão de moeda para financiar suas dívidas. Contudo, as criptomoedas podem aumentar a volatilidade econômica, dificultando o controle da inflação e criando desafios para a arrecadação fiscal, além de possibilitar a evasão de impostos.

O impacto das moedas digitais no imposto inflacionário dependerá de como os governos gerenciarão o equilíbrio entre a inovação tecnológica e a estabilidade econômica. As CBDCs podem melhorar o controle da inflação, mas também podem centralizar ainda mais o poder econômico. Já as criptomoedas, embora ofereçam uma forma de proteção contra a inflação, podem enfraquecer o controle monetário do governo. O futuro do imposto inflacionário estará, portanto, ligado à forma como essas novas moedas serão reguladas e adotadas.